# Grommet

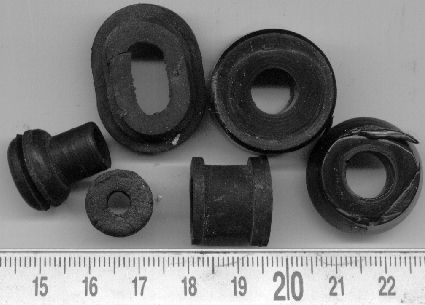
Einige Grommets

Als Grommet (vom französischen gromette, Kandare am Zaumzeug) bezeichnet man einen Ring oder eine Tülle, die man durch Löcher in Materialien steckt, um diese z. B. zu verstärken, zu schützen oder abzudichten. Meist sind sie aus Gummi oder Metall.
Durch Grommets können zwei Komponenten voneinander entkoppelt werden, z. B. zwischen einem Mikrofon und dem Stativ, um den Gehäuseschall zu dämpfen. Beim Skateboard werden Grommets eingesetzt, um die Achsen lenkbar zu machen.